# Robert Wilkie
Robert Leon Wilkie Jr. (Fráncfort, 2 de agosto de 1962) es un abogado estadounidense y oficial del gobierno que fue secretario de Asuntos de los Veteranos de los Estados Unidos desde 2018 hasta 2021. El 23 de julio de 2018, Wilkie fue confirmado por el Senado de Estados Unidos como Secretario de Asuntos de Veteranos. El voto de confirmación en el Senado fue de 86-9.  Fue juramentado el 30 de julio de 2018.
Antes de convertirse en Secretario, Wilkie se desempeñó como Subsecretario de Defensa para Personal y Preparación desde el 30 de noviembre de 2017 hasta el 30 de julio de 2018. Oficial de inteligencia en la Reserva Naval de los Estados Unidos, fue previamente nominado para una posición en el Departamento de Defensa por el Presidente de EE. UU. George W. Bush el 20 de junio de 2006, y su nombramiento fue aprobado por el Senado el 30 de septiembre de 2006.

## Educación y vida tempranas
Wilkie nació en Fráncfort, Alemania Occidental, y asistió a la Escuela Catedral de Salisbury en Inglaterra, y Instituto de Ross del Reid en Fayetteville, Carolina del Norte. Hijo de un oficial de artillería del ejército, creció en Fort Bragg, Carolina del Norte. Su padre, Sr. Robert Leon Wilkie (1938–2017), retirado del Ejército de los Estados Unidos como coronel de lugarteniente. Está casado con Julia Wilkie, quien conoció desde la niñez.

## Carrera

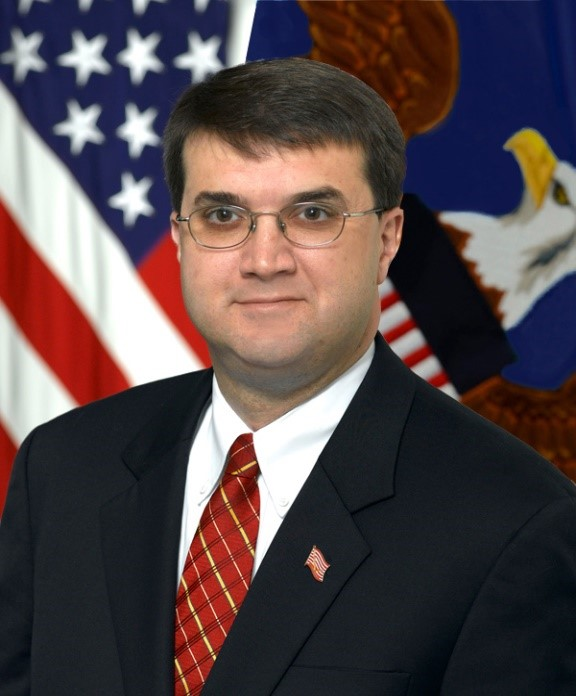
Wilkie Departamento de retrato de Defensa

Wilkie empezó su carrera profesional en Capitol Cerro como Consejero de Jesse Helms, y más tarde sirvió como director legislativo para el representante David Funderburk de Carolina del Norte. Fue asignado al Comité de Relaciones Internacionales y la Comisión en Seguridad y Cooperación en Europa.En 1997, comenzó a trabajar como consejero y asesor en asuntos de seguridad internacional para el líder de la mayoría del Senado Trent Lott, cargo que ocupó hasta 2003.

## Experiencia militar
Wilkie sirvió  en la reserva naval de los EE.UU;  está actualmente en la Reserva de la Fuerza Aérea de los EE. UU., donde conserva el rango de Coronel de Lugarteniente. Sus asignaciones han incluido Orden de Inteligencia de Fuerzas de Junta, Naval Especial Warfare Grupo Dos, y la Oficina de Inteligencia Naval.

## Discursos pro-confederados
Wilkie elogió al presidente confederado Jefferson Davis como un "mártir de 'La Causa Perdida'" y un "hombre excepcional en una época excepcional" en un discurso pronunciado en 1995 en el Capitolio de los Estados Unidos. Wilkie también habló sobre Robert E. Lee a los Hijos de Veteranos Confederados (SCV) en un evento pro-Confederado en 2009. También llamó a los abolicionistas que se oponían a la esclavitud "radicales", "mendaz" y "enemigos de la libertad", y afirmó que la causa confederada "era honorable", al tiempo que condenaba la esclavitud como "una mancha en nuestra historia, ya que es una mancha en todas las civilizaciones de la historia". Wilkie es un antiguo miembro de la SCV.